# Carlos Hernández Alarcón
Carlos Hernández Alarcón (Jaén, 15 settembre 1990) è un calciatore spagnolo, difensore del Ceuta.

## Carriera
Cresciuto nel settore giovanile del Real Jaén, ha esordito in prima squadra il 19 marzo 2011 disputando l'incontro di Segunda División B perso 1-0 contro il San Roque.

## Statistiche

### Presenze e reti nei club
Statistiche aggiornate al 9 luglio 2021.
| Stagione           | Squadra            | Campionato         | Campionato | Campionato | Coppe nazionali | Coppe nazionali | Coppe nazionali | Coppe continentali | Coppe continentali | Coppe continentali | Altre coppe | Altre coppe | Altre coppe | Totale | Totale |
| Stagione           | Squadra            | Comp               | Pres       | Reti       | Comp            | Pres            | Reti            | Comp               | Pres               | Reti               | Comp        | Pres        | Reti        | Pres   | Reti   |
| ------------------ | ------------------ | ------------------ | ---------- | ---------- | --------------- | --------------- | --------------- | ------------------ | ------------------ | ------------------ | ----------- | ----------- | ----------- | ------ | ------ |
| 2010-2011          | Real Jaén          | SDB                | 9          | 1          | CR              | 0               | 0               |                    | -                  | -                  |             | -           | -           | 9      | 1      |
| 2011-2012          | Real Jaén          | SDB                | 37         | 0          | CR              | 2               | 0               |                    | -                  | -                  |             | -           | -           | 39     | 0      |
| Totale Real Jaén   | Totale Real Jaén   | Totale Real Jaén   | 46         | 1          |                 | 2               | 0               |                    | -                  | -                  |             | -           | -           | 48     | 1      |
| 2012-2013          | Real Saragozza B   | SDB                | 37         | 1          |                 | -               | -               |                    | -                  | -                  |             | -           | -           | 37     | 1      |
| 2013-2014          | Sabadell           | SD                 | 33         | 1          | CR              | 1               | 0               |                    | -                  | -                  |             | -           | -           | 34     | 1      |
| 2014-2015          | Sabadell           | SD                 | 34         | 0          | CR              | 2               | 1               |                    | -                  | -                  |             | -           | -           | 36     | 1      |
| Totale Sabadell    | Totale Sabadell    | Totale Sabadell    | 67         | 1          |                 | 3               | 1               |                    | -                  | -                  |             | -           | -           | 70     | 2      |
| 2015-2016          | Lugo               | SD                 | 29         | 4          | CR              | 2               | 0               |                    | -                  | -                  |             | -           | -           | 31     | 4      |
| 2016-2017          | Lugo               | SD                 | 29         | 1          | CR              | 1               | 0               |                    | -                  | -                  |             | -           | -           | 30     | 1      |
| Totale Lugo        | Totale Lugo        | Totale Lugo        | 58         | 5          |                 | 3               | 0               |                    | -                  | -                  |             | -           | -           | 61     | 5      |
| 2017-2018          | Real Oviedo        | SD                 | 38         | 6          | CR              | 0               | 0               |                    | -                  | -                  |             | -           | -           | 38     | 6      |
| 2018-2019          | Real Oviedo        | SD                 | 27         | 4          | CR              | 0               | 0               |                    | -                  | -                  |             | -           | -           | 27     | 4      |
| 2019-2020          | Real Oviedo        | SD                 | 30         | 0          | CR              | 0               | 0               |                    | -                  | -                  |             | -           | -           | 30     | 0      |
| 2020-2021          | Real Oviedo        | SD                 | 17         | 0          | CR              | 1               | 0               |                    | -                  | -                  |             | -           | -           | 18     | 0      |
| Totale Real Oviedo | Totale Real Oviedo | Totale Real Oviedo | 112        | 10         |                 | 1               | 0               |                    | -                  | -                  |             | -           | -           | 113    | 10     |
| 2021-2022          | Alcorcón           | SD                 | 0          | 0          | CR              | 0               | 0               |                    | -                  | -                  |             | -           | -           | 0      | 0      |
| Totale carriera    | Totale carriera    | Totale carriera    | 320        | 18         |                 | 9               | 1               |                    | -                  | -                  |             | -           | -           | 329    | 19     |

## Palmarès

### Club

#### Competizioni nazionali
- Primera Federación: 1

Leonesa: 2024-2025